# Final de la Copa Mundial de Sub-20 de 2013
En la gran final de la Copa Mundial de Fútbol Sub-20 de 2013, realizada en Turquía, participaron los dos equipos que ganaron sus partidos de semifinales. Dichas selecciones se enfrentaron en un único partido de 90 minutos. Al no haber podido ninguno de los equipos proclamarse campeón en el período regular, se realizó una prórroga de dos tiempos de 15 minutos y debido a que dicho marcador se mantuvo igualado tras la extensión, el campeonato se definió por medio de los tiros desde el punto penal.

## Enfrentamientos
| Bandera de Francia | vs. | Bandera de Uruguay |
| Francia 0 (4)      | vs. | Uruguay 0 (1)      |

## Resultados
| 13 de julio de 2013, 21:00 | Francia                               | 0:0 (t. s.)(4:1 p.)        | Uruguay                           | Türk Telekom Arena, Estambul                               |                                                            |
|                            |                                       | Reporte                    |                                   | Asistencia: 20 601 espectadores Árbitro(s): Roberto García | Asistencia: 20 601 espectadores Árbitro(s): Roberto García |
|                            |                                       | Tiros desde el punto penal |                                   |                                                            |                                                            |
|                            | Pogba · Veretout · Ngando · Foulquier |                            | Velázquez · De Arrascaeta · Olaza |                                                            |                                                            |

| Uniformes | Uniformes |
| --------- | --------- |
|           |           |

|                             |
| Bandera de Francia          |
| Campeón Francia 1.er título |